# 快速消费品
快速消費品（英語：Fast Moving Consumer Goods，FMCG） ，簡稱快消品、快銷品。指的是受到消費者日常需求驅動、銷售迅速、價格相對較低的產品。與耐久財相對。